# Czesław Bąbiński
Czesław Bąbiński właśc. Czesław Bomba (ur. 14 lipca 1915 w Łodzi, zm. 5 września 1997) – polski inżynier chemik, profesor Politechniki Warszawskiej i polityk, minister budownictwa przemysłowego w latach 1952–1956.

## Życiorys
Syn Jana. W latach 1937–1939 studiował na Politechnice Lwowskiej, następnie do 1941 w Moskiewskim Instytucie Chemiczno-Technologiczny im. Mendelejewa, gdzie uzyskał tytuł inżynierski, w 1945 doktoryzował się w naukach chemicznych na Politechnice Łódzkiej. W 1935 pracował jako technik w Śląskich Technicznych Zakładach Naukowych, następnie do 1937 był praktykantem w Hucie „Pokój”, w latach 1942–1943 majster w uzbeckiej Kopalnia Szoguńsko-Ozorkiertowej, a następnie inżynier w tadżyckiej fabryce ekstrakcyjnej. W 1945 został zastępcą dyrektora Centralnego Zarządu Przemysłu Hutniczego, w 1946 objął analogiczne stanowisko w Centralnym Zarządzie Przemysłu Włókienniczego. W 1948 został dyrektorem departamentu inwestycyjnego Ministerstwa Przemysłu i Handlu, a w 1949 dyrektorem generalnym w Państwowej Komisji Planowania Gospodarczego.
W 1945 wstąpił do Polskiej Partii Robotniczej, a w 1948 do Polskiej Zjednoczonej Partii Robotniczej, delegat na II Zjazd PZPR. W latach 1951–1952 podsekretarz stanu i kierownik Ministerstwa Budownictwa Przemysłowego, a od 15 stycznia 1952 do 11 lipca 1956 jego minister, w 1956 pełnił funkcję podsekretarza stanu w Ministerstwie Budownictwa.
Od 1956 w pracy naukowej, był profesorem Politechniki Warszawskiej. W latach 1966–1968 kierownik Zakładu Metod Projektowania i Programowania Centrum Obliczeniowego Polskiej Akademii Nauk.
Pochowany na cmentarzu komunalnym Północnym w Warszawie (kwatera E-VI-7-4-3/4).

## Ordery i odznaczenia
- Order Sztandaru Pracy I klasy (29 lipca 1953)[4]
- Order Sztandaru Pracy II klasy (22 lipca 1950)[5]
- Złoty Krzyż Zasługi (10 lipca 1946)[6]